# Himod
Himod è un comune di 694 abitanti situato nella contea di Győr-Moson-Sopron, nell'Ungheria nordoccidentale.